# Toktokkus congolensis
Toktokkus congolensis (лат.) — вид жуков-чернотелок рода Toktokkus из подтрибы Molurina трибы Sepidiini (Pimeliinae, Tenebrionidae). Афротропика.

## Этимология
Видовое название T. congolensis дано по месту обнаружения в центральной Африке около реки Конго.

## Описание
Жуки-чернотелки средних размеров (длина тела около 3 см; ширина надкрылий около 1,2 см). Этот вид наиболее похож на Toktokkus waclawae благодаря крупным, плотным, сливающимся бугоркам, но может быть отличим по вершине надкрылий, которая прямая и вдавленная с приподнятыми краями, в то время как у T. waclawae эта структура наклонная и лишена впадины. На склоне и боках надкрылий имеют бугорки (без соответствующих волосков) (отсутствуют на диске). Развит расширенный и более широкий у основания эпиплеврит, окружающий пятый вентрит. Вид был впервые описан в 2020 году и включён в состав рода Toktokkus из подтрибы Molurina трибы Sepidiini (Pimeliinae, Tenebrionidae).

## Распространение
Встречается в Афротропике: (типовой материал указан как «Congo»; ?ДРК).